# Sabinià (general)
Sabinià (Sabinianus) fou un general romà del temps de l'emperador Constant I que el va nomenar el 359 al lloc d'Ursucí, per dirigir les forces contra el rei persa Sapor II. No fou una elecció afortunada doncs Sabinià es va mostrar incompetent tot i que ja havia dirigit diverses campanyes, i encara a més fou covard i traïdor. Ursucí va haver de servir a les seves ordes, i va haver de fer la tasca difícil mentre Sabinià s'apuntava els honors. A causa de Sabinià es va perdre Amida, una de les principals fortaleses a Mesopotàmia: Ursucí va demanar ajut a Sabinià però aquest no va fer res perquè volia perjudicar al seu rival; després de la caiguda Sabinià va exercir represàlies; Ammià Marcel·lí que servia a l'estat major d'Ursucí, fou dels pocs que es va escapar a la fúria del general. Quan Ursucí va retornar a Constantinoble el 360 va ser desterrat i va acabar els seus dies obscurament. Quan va pujar al tron Julià l'Apòstata, Sabinià es va retirar i no torna a ser esmentat. Un general del mateix nom, però diferent personatge, fou derrotat per Teodoric el Gran a la batalla de Margas.